# Sublimacja (psychologia)
Sublimacja – w psychologii i psychoanalizie nieświadomy mechanizm obronny; polega na przesunięciu nieakceptowanego popędu na twórczość, np. aby rozładować popęd brudzenia się, dzieci robią babki z piasku. 